# USA:s herrlandslag i rugby union
USA:s herrlandslag i rugby union representerar USA i rugby union på herrsidan. Första landskampen spelades i Berkerley den 16 september 1912 mot Australien, och förlorades med 8-12. Största segern togs mot Barbados den 1 juli 2006, då USA vann med 100-0. Största förlusten skedde den 21 augusti 1999, då England vann med 106-8.

### Fotnoter
1. ↑  ”Rugby International”. http://www.rugbyinternational.net/countries/united-states.htm. Läst 26 augusti 2011.